# 異鱗膜首鱈
異鱗膜首鱈，為輻鰭魚綱鱈形目鼠尾鱈科的其中一種，分布於西印度洋安達曼群島至馬來半島海域，屬深海底棲性魚類，棲息在底中層水域，生活習性不明。

## 扩展阅读
維基物種上的相關：異鱗膜首鱈